# 威廉·沃尔夫·比尔
威廉·沃尔夫·比尔（德語：Wilhelm Wolff Beer，1797年1月4日—1850年3月27日）是一位来自普鲁士柏林的银行家暨天文学家，歌剧作曲家贾科莫·梅耶贝尔的同父异母弟弟。

## 天文事业
比尔的名声源于他的爱好-天文学。他在柏林米特区蒂尔加滕建立了一座安装有9.5厘米折射望远镜私人天文观察台。
并在1834年-1836年与约翰·海因里希·冯·梅德勒合作绘制了第一幅精确的月面图（标题为《Mappa Selenographica》)，1837年又出版了《月球宇宙性和个体性比较月面学》（Der Mond nach seinen kosmischen und individuellen Verhältissen oder allgemeine vergleichende Selenographie），这些都是几十年来对月球最好的描述。
1830年比尔和马德勒又制作了首架火星仪；1840年他们绘制了一幅火星地图，并计算出其自转周期为24小时37分22.7秒，
与今天所知的实际时间只相差0.1秒。

## 其它工作
比尔是一位多才多能之人，除了爱好天文外，他还帮助普鲁士建立了铁路系统，并改善了柏林犹太人社区。在生命的最后十年中，他又是一位作家和政治家。1849年他被选为普鲁士议会第一议院议员。

## 纪念
火星上以他名字命名的靠近马德勒撞击坑的比尔撞击坑，以及月球上的比尔陨石坑和小行星1896 比尔。

## 备注
1. ↑  Hockey, Thomas. . Springer Publishing. 2009  [August 22, 2012]. ISBN 978-0-387-31022-0.